# InteGREATer
InteGREATer e. V. ist ein gemeinnütziger Verein, der sich zum Ziel gesetzt hat, Kinder und Jugendliche mit Migrationsbiografie zu einem bildungsnahen Werdegang zu motivieren und sie sowie ihre Eltern über die Bildungsmöglichkeiten in Deutschland zu informieren. Die Vereinsmitglieder selbst haben das deutsche Bildungssystem mit ihrem eigenen Migrationsbiografie durchlaufen und teilen auf schulischen und außerschulischen Veranstaltungen ihre Erfahrungen.

## Geschichte
InteGREATer e. V. wurde im Jahr 2010 von Ümmühan Çiftçi, einer Medizinstudentin aus Marburg, und Jochen Sauerborn, einem Unternehmer aus Frankfurt, als gemeinnütziger Verein gegründet. Die Motivation hinter der Gründung von InteGREATer e. V. war es, jungen Menschen mit Migrationsbiografie zu zeigen, dass sie trotz Herausforderungen eine erfolgreiche Bildungs- und Karriereentwicklung erreichen können. Der Verein wollte ihnen Mut machen und sie ermutigen, ihre Potenziale zu entfalten und ihre Träume zu verfolgen.
Mit Unterstützung des Hessischen Ministeriums für Soziales und Integration begann InteGREATer e. V. im Jahr 2010 seine Aktivitäten. Im Sommer 2011 wurde ein pädagogischer Beirat ins Leben gerufen, bestehend aus ehrenamtlichen Mitgliedern, die den Verein in inhaltlichen und strategischen Fragen berieten.
Der Verein ist mittlerweile an 17 Standorten vertreten, darunter Aachen, Berlin, Bielefeld, Bochum, Bonn, Duisburg, Düsseldorf, Erlangen-Nürnberg, Essen, Frankfurt, Göttingen, Hamburg, Hannover, Köln, München, Rhein-Neckar und Stuttgart. Weitere Standorte befinden sich im Aufbau. An diesen Standorten engagieren sich rund 150 Ehrenamtliche mit Migrationsgeschichte aus etwa 50 verschiedenen Herkunftsländern.
Der Verein kann auf die Unterstützung von rund 40 Fördermitgliedern zählen, die seine Arbeit finanziell und ideell unterstützen. Seit Ende 2020 arbeitet InteGREATer e. V. mit der Deutschlandstiftung Integration (DSI) zusammen, und beide Organisationen sind unter einem Dach vereint.
InteGREATer e. V. hat es sich zur Aufgabe gemacht, die gesellschaftliche Wahrnehmung von Menschen mit Migrationsbiografie positiv zu verändern und ihnen die gleichen Bildungschancen zu ermöglichen.

## Vereinsstruktur
Der Verein lässt sich funktional in fünf Organisationseinheiten einteilen:
- Der Vorstand
- Die Förderer
- Das InteGREATer Büro
- Die regionalen InteGREATer-Gruppen

Das Büro von InteGREATer e. V. befindet sich in Berlin, wo das Team seine zentralen Aufgaben koordiniert und die bundesweiten Aktivitäten plant und umsetzt, während die regionalen Gruppen den Verein in anderen Teilen Deutschlands repräsentieren. Der Vorstand des Vereins besteht aus sieben Personen, die auf der Mitgliederversammlung im Jahr 2023 einstimmig für eine weitere Amtszeit von drei Jahren gewählt wurden.
Der Vorstand wird von Mikolaj Ciechanowicz als Vorsitzendem und Iman Hamadi als seiner Stellvertreterin geleitet. Weitere Mitglieder des Vorstands sind Ümmühan Çiftçi, Gonca Türkeli-Dehnert, Tiam Jafari, Ömer Faruk Kocak und Erol Çelik.

## Auszeichnungen und Preise
- Wettbewerb: Aktiv für Demokratie und Toleranz: 2011 – 2. Platz[1][2]
- Wettbewerb: „Der ideale Ort“: 2011 – Siegerurkunde
- Engagementpreis des FES-Ehemalige e. V.: 2011[3]
- Jugendpreis 2012: Anerkennung[4]
- START Engagement Preis 2012 – 4. Platz
- Deutscher Engagementspreis 2012 – Urkunde
- Nähe ist gut 2012 (Rewe, Licher etc.) – Urkunde
- Bildungsidee 2013 – Gewinn; Auszeichnung
- Bild der Frau 2013 – Ümmühan Ciftci[5]
- Leuchtturmpreis Stiftung Ravensburger: 25. September 2013 – 1. Preis[6][7][8]
- dm-Preis für Engagement 2014 – Gewinn; Auszeichnung
- Hessischer Integrationspreis 2014 – Gewinn; Auszeichnung[9]
- dm-Preis für Engagement 2016 – Gewinn; Auszeichnung für die Regiogruppen Frankfurt, Berlin, Wiesbaden und Köln
- Frankfurter Integrationspreis 2017
- Initiative für Integration 2019 von bigFM (3. Platz für die Regiogruppe Rhein-Neckar)